# Ibor
Ibor in njegov brat Ajo sta bila prva mitološka kralja Langobardov, ki sta svoje ljudstvo vodila iz Skandinavije do južne obale Baltskega morja, * ni znano, † ni znano.
Obstoj dvovladja bratov v enem od najbolj oddaljenih evropskih ljudstev odraža strukturo moči v stari germanski družbi:  vsi bratje so imeli enake pravice do nasledstva, sodelovali v odločanju  in bili pogosto skupaj izvoljeni za vladarja. 
Pavel Diakon v svoji Zgodovini Langobardov v skladu z mitom o nastanku Langobardov, ki ga je poznal iz zapisov v Origo Gentis Langobardorum (Izvor Langobardov), piše, da sta sinova kraljice Gambare, vodila Langobarde, ki so se takrat imenovali Vinili, v Skoringo, ki je bila morda ob ustju Labe nasproti otoka  Rügen v sedanji severni Nemčiji.
Langobardi so se tam spopadli  z novimi sosedi Vandali. V odločilni bitki sta zmagala Ibor in Ajo. Legenda pravi, da jim je pri tem pomagal bog Odin, katerega je na Gambarino prošnjo pregovorila njegova žena, boginja Frigg.